# 普鮟鱇
普鮟鱇，為輻鰭魚綱鮟鱇目棘茄魚亞目夢角鮟鱇科的一種魚類。分布於西北太平洋海域，屬深海魚類，棲息深度1464-4073公尺，生活習性不明，不具任何經濟價值。